# Oktiabrsk
Oktiabrsk (del ruso: Октябрьск) es una ciudad del óblast de Samara, en Rusia. Está situada sobre la orilla derecha del Volga, a la altura del embalse de Sarátov. Se encuentra a 96 km (143 km  por carretera) de Samara. En 2009 contaba con una población de 27.746 habitantes.

## Historia
En el emplazamiento actual de la ciudad se originaron los primeros asentamientos a finales del siglo XVII, en 1684. La fortaleza y asentamiento de Gorodishche pertenecía a la línea defensiva fronteriza de Syzran. El asentamiento de Batraki se fundó en 1704 como un puesto de transbordador sobre el Volga.
En 1880 se fundó el asentamiento Právaya Volga por la construcción de un puente del ferrocarril sobre el Volga, y en 1882 se erige una fábrica de asfalto y un asentamiento, de nombre Pechorski, que sería rebautiza Pervomaiski en 1925.
En 1942 los asentamientos son adjuntados al raión Oktiabrski de la ciudad de Syzran. El nombre deriva de oktiabr ("octubre" en ruso) en referencia a la revolución de Octubre. Oktiabrsk se formó en 1956 (es cuando recibe estatus de ciudad por la fusión de los asentamientos de tipo urbano de Batraki (Батраки), Právaya Volga (Правая Волга) y Pervomaiski (Первомайский).

## Demografía
| 1959   | 1970   | 1979   | 1989   | 2002   | 2009   |
| ------ | ------ | ------ | ------ | ------ | ------ |
| 33 800 | 34 000 | 29 800 | 27 400 | 25 300 | 27 746 |

## Cultura y lugares de interés
Desde 1995 la localidad cuenta con un museo de etnografía territorial.

## Economía y transporte
Oktiabrsk cuenta con diversas industrias: materiales de aislamiento, hormigón armado, asfalto y una empresa que elabora uniformes de trabajo: OAO "Oktiábrskaya shveinaya fabrika" (ОАО "Октябрьская швейная фабрика").
La ciudad está conectada al ferrocarril abierto (en este tramo) en 1877 Moscú-Samara. La estación de ferrocarril de Právaya Volga (literalmente "orilla derecha del Volga"), está conectada por un puente de 1.500 m sobre el Volga. Al norte de la ciudad pasa la autopista rusa M5 Ural Moscú-Samara-Cheliábinsk. La ciudad tiene un puerto fluvial sobre el Volga.